# NGC 5647
NGC 5647 ist eine 14,2 mag helle Spiralgalaxie vom Hubble-Typ Sa im Sternbild Bärenhüter und etwa 328 Millionen Lichtjahre von der Milchstraße entfernt. 
Sie wurde am 11. Juni 1880 von Édouard Stephan entdeckt.